# Lunino (Pensa)
Lunino (russisch Лу́нино) ist eine Siedlung städtischen Typs in der Oblast Pensa in Russland mit 7905 Einwohnern (Stand 14. Oktober 2010).

## Geographie
Der Ort liegt knapp 50 km Luftlinie nördlich des Oblastverwaltungszentrums Pensa, etwa drei Kilometer vom linken Ufer des rechten Wolga-Nebenflusses Sura entfernt.
Die Siedlung ist Verwaltungszentrum des Rajons Luninski sowie Sitz und einzige Ortschaft der Stadtgemeinde (gorodskoje posselenije) Rabotschi possjolok Lunino.

## Geschichte
Der Ort entstand Mitte des 17. Jahrhunderts (als Gründungsjahr gilt 1665) und war zunächst unter dem Namen Archangelskoje bekannt, nach der dortigen Erzengel-Kirche. 1780 wurde das Dorf bereits unter dem heutigen Namen Verwaltungssitz einer Wolost.
Am 16. Juli 1928 wurde der Ort Verwaltungssitz eines neu geschaffenen, nach ihm benannten Rajons. 1938 erhielt Lunino den Status einer Siedlung städtischen Typs.

### Bevölkerungsentwicklung
| Jahr | Einwohner |
| ---- | --------- |
| 1897 | 2414      |
| 1926 | 2527      |
| 1939 | 7332      |
| 1959 | 7577      |
| 1970 | 9047      |
| 1979 | 8591      |
| 1989 | 9086      |
| 2002 | 8324      |
| 2010 | 7905      |

Anmerkung: Volkszählungsdaten

## Verkehr
Lunino besitzt einen Bahnhof bei Kilometer 93 der auf diesem Abschnitt 1895 eröffneten und seit 1969 elektrifizierten Eisenbahnstrecke Rusajewka – Pensa.
Durch die Siedlung verläuft die Regionalstraße, die dem linken Ufer der Sura ab Pensa folgt und weiter flussabwärts in Richtung der nordwestlich gelegenen mordwinischen Hauptstadt Saransk abzweigt. Bis zum Bau der 30 km westlich verlaufenden R158 war dies die Hauptstraßenverbindung zwischen den beiden Verwaltungszentren.